# Cipő (énekes)
Bódi László (becenevén Cipő; Ungvár, 1965. május 3. – Budapest, 2013. március 11.) kárpátaljai származású magyar rockénekes, zeneszerző, dalszerző, a Republic együttes alapító tagja, énekese és frontembere; a rendszerváltás utáni Magyarország egyik legsikeresebb zenésze, dalszerzője.

## Élete és pályafutása

### Korai évei (1965–1989)
Bódi László 1965. május 3-án született az akkor a Szovjetunió területéhez tartozó (ma Ukrajna) Ungváron. Egyéves koráig a családjával Kisgejőcön élt, majd 1966-ban családja átköltözött Kisvárdára, ahol ének-zene tagozatos általános iskolába, a Weiner Leó Zeneiskolába járt. Gyerekkorában zongorázni tanult, miközben az egyik helyi labdarúgócsapatnak is igazolt játékosa volt. Tizennégy éves korában kezdett dalszövegeket írni. Saját elmondása szerint a Beatles együttes Egy nehéz nap éjszakája című zenés filmjének hatására döntött a zenei pálya mellett.
A Bessenyei György Gimnázium tanulójaként zenekart alapított Cipőfűző névvel, innen ragadt rá a Cipő becenév is. Az együttes Bódi apai nagybátyjának ötletére írt népdalszerű popszámokat játszott. Nyíregyházán rádiófelvételeket is készítettek. Zenekarával öt éven át működött, utána sorkatonai szolgálatot kellett teljesítenie, de kiskatonaként is többször állt színpadra. 1983-ban a sárvári diáknapokon verseivel és dalaival díjakat nyert. Ekkor ismerkedett meg Bródy Jánossal is. 18 évesen költözött Budapestre, ahol konzervatórium-előkészítőre járt. Ezzel egy időben a Közlekedés- és Postaügyi Minisztérium Vasúti Főosztályánál és a Magyar Postánál dolgozott mint vasutas és újságkihordó. Az 1980-as évek végén postaforgalmi segédtisztként végzett. Szigeti Ferenccel alakítottak egy duót Krokodil néven. A rövid ideig működött formációnak egyetlen felvétele készült a rádióban Számolj el tízig címmel. Dalszövegeket is írt Szigeti együttese, a Känguru számára, ekkor ismerte meg a basszusgitáros Boros Csabát.

### Republic (1990–2013)
[…] a kilencvenes évekre mi maradtunk az egyetlen magyar popzenekar, amelyik magyar zenei gyökerekből táplálkozik. […] Ez a zenekar nem lett »kitalálva«, mint ahogy az sincs előre kitalálva, hogy milyenre csináljunk egy új lemezt.

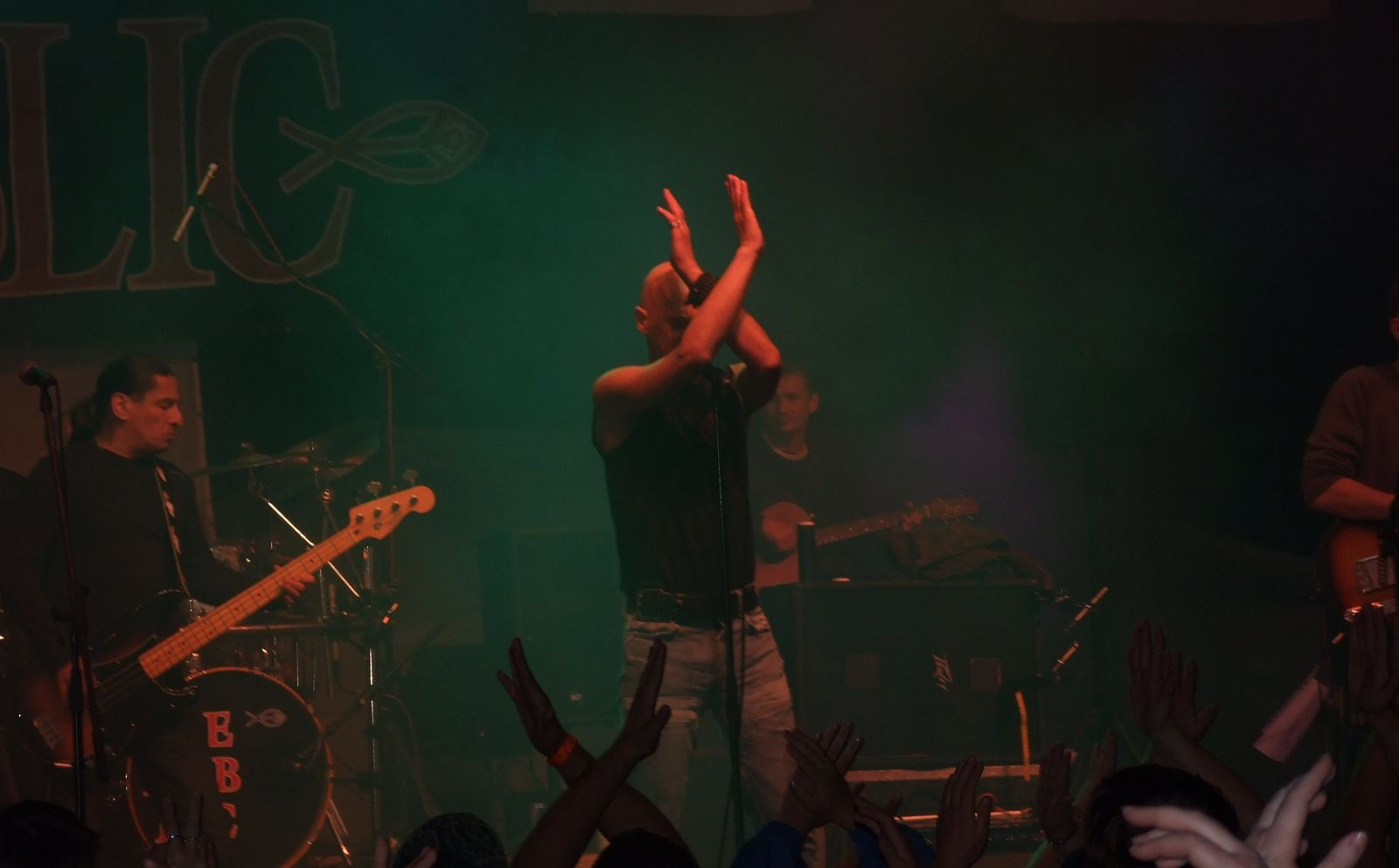
A Republic koncertje 2010. szeptember 5-én a budapesti SzeptemberFeszten

1990. február 23-án Tóth Zoltánnal, Boros Csabával, Bali Imrével és Szilágyi Lászlóval megalapította a Republic együttest. Már nyáron felléptek a Beatrice koncertjein, mivel Nagy Feró megkedvelte a zenéjüket. 1990-ben megjelentették első nagylemezüket Indul a mandula!!! címmel. 1995-ben Cipő Rajcs Renáta és az együttes tagjainak közreműködésével stúdióalbumot adott ki A Cipő és a Lány – Amsterdam címmel. Több mint kétszáznegyven dalt szerzett a Republicnak (A 67-es út; Szállj el, kismadár; Ha itt lennél velem stb.), de számos dalt írt más előadóknak is, így többek között Koncz Zsuzsának és Halász Juditnak, előbbinek írt legismertebb szerzeménye az Ég és föld között.
2010. január 23-án, megalakulásának 30. évfordulóján, egy kisvárdai koncert erejéig összeállt a Cipőfűző együttes. Március 15-én a Republic tagjaként „az Együttes megalakulása 20. évfordulója alkalmából, méltán népszerű, nagy sikernek örvendő előadóművészi tevékenységük elismeréseként” Bódi László az együttes többi tagjával – Boros Csabával, Nagy László Attilával, Patai Tamással és Tóth Zoltánnal – a Magyar Köztársasági Érdemrend tisztikeresztjének polgári tagozatában részesült.

### Betegsége és halála
Bódi László éveken át krónikus szívritmuszavarban szenvedett, 2009-ben pedig megműtötték koszorúér-betegsége miatt, és lábon hordott ki egy szívinfarktust. Életének utolsó időszakában súlyos tüdőgyulladással kezelték, illetve eltörte a karját. 2013. február 15-én szívritmuszavara szívrohamhoz vezetett. Laikusok próbálták újraéleszteni, majd a mentők háromnegyed órán át küzdöttek az életéért, később egy budapesti kórházba szállították, ahol rögtön az intenzív osztályra került. Ott mélyaltatásba helyezték, amelyből – bár többször megpróbálták felébreszteni – már nem ébredt fel, így a majdnem 40 perces oxigénhiányos állapot következtében harmadfokú kómás állapotba került. Február 20-án gégemetszést hajtottak végre rajta, hogy szabadabbá tegyék a szervezetében az oxigénáramlást.
Az énekes állapota a következő hetekben változatlan volt. Február 23-án a Republic megtartotta 23. születésnapi baráti közönségtalálkozóját a budapesti Kossuth Klubban, ahol nem léptek fel, hanem a legközelebbi rajongók a zenekarral együtt szorítottak a gyógyulásáért. Az eseményen dr. Merkely Béla professzor, Cipő kezelőorvosa is megjelent, aki tájékoztatást adott az énekes állapotáról a jelenlévőknek. A találkozón számos magyarországi zenész jelen volt, hogy szolidaritásukat fejezzék ki a zenekarnak. Március 9–10-én kinyitotta a szemét, mozgott is, de az orvosok szerint ez csak amolyan epileptikus mozgás volt. Az orvosok ugyan még láttak elvi esélyt gyógyulására, Bódi László 2013. március 11-én hajnalban, Budapesten, életének negyvennyolcadik évében mégis elhunyt.

### Emlékezete
Az énekest a kistarcsai temetőben helyezték örök nyugalomra, 2013. március 22-én, édesapja sírhelyéhez közel. A temetésen többek között beszédet mondott Boros Csaba, a Republic basszusgitárosa; Bródy János dalszerző és előadóművész, Antall István, a Médiaszolgáltatás-támogató és Vagyonkezelő Alap (MTVA) kiemelt szerkesztője; valamint Thürmer Gyula politikus, a Magyar Kommunista Munkáspárt elnöke. Az eseményen jelen volt még többek között Bochkor Gábor, Várkonyi Andrea, Nagy Feró, Gáspár Győző, Halász Judit, Koncz Zsuzsa, Balázs Fecó, Leskovics Gábor, Horváth Károly (Charlie), Szigeti Ferenc, D. Nagy Lajos, Benkő László és Horváth Csaba szocialista politikus, összesen mintegy 1500-an. A temetése után elhangzott a szovjet himnusz, mivel Cipő egy ideig szovjet állampolgár volt, és kommunistának vallotta magát.
A magyar rockzene háborgó tengerén különleges sziget voltál, amelyen sokan találtak vigaszt és menedéket költészetbe forduló szövegeid segítségével. […] Ösztönös tehetség volt, aki szerette volna magát megmutatni. Elérte céljait, a Republic első nagylemeze után már nem volt kétség, hogy megtalálta azt a formát és csapatot, amelyben otthon érezhette magát. […] Igazad volt. Emberek millióinak lelkében keltettél rezonanciát dalaiddal. Maradandó műveket alkottál, ahogyan a nagy és korszakos művészek szoktak.
A Republic korábbi gitárosa, Tóth Zoltán – az együttesből való kiválását követően – dalt írt Bódi emlékére Akkor kéne lóra szállni cím alatt. A zenész így nyilatkozott a dallal kapcsolatban: „[…] a magam módján ezzel búcsúzom Cipőtől, és zárom le a múltat. Van benne fájdalom, de az »elvégzett sors« öröme és elégedettsége is egyben. Amikor megtörténtek az események, és Cipő kómába került… az első kép, ami belém vésődött, egy vadnyugati kisváros és a vándor, aki átutazóban ugyan, de már túl hosszú ideje van itt, és akinek a sors kalandokat és tennivalókat állított az útjába, és most hirtelen egyszerre tudatosult benne, hogy mindennek vége, minden elvégeztetett!”
Az Artisjus Magyar Szerzői Jogvédő Iroda Egyesület 2013. április 25-én a munkásságát posztumusz Artisjus-díjjal tüntette ki a szövegírói életműdíj kategóriájában. Az elismerést özvegye és ikerlányai vették át. Bódi László méltatásában Bródy János, az Artisjus korábbi elnöke elmondta, hogy ha lehet valakit naiv művésznek nevezni a rockzene képviselői közül, akkor az énekesre bizonyosan illik ez a jelző. Bródy így fogalmazott: „nehéz a szövegírót elválasztani a dalszerzőtől és az énekes figurától, de Cipő dalainak jelentős része épült a költészetbe fordult szövegsorok mágikus erejére, ahol a legősibb dalforma, az énekelt ritmusos szöveg mindig többet üzen a megfejthető jelentésnél”.
2013 májusában Szűts László, a Magyar Hangfelvétel-kiadók Szövetsége (Mahasz) és a ProArt elnöke bejelentette, hogy Mándoki László németországi magyar zenész-producer mellett Fonogram életműdíjjal jutalmazzák Cipő munkásságát. Az elismerést június 2-án, a Fonogram díj és a VOLTfolió közös gáláján adták át. A díjat az énekes özvegye vette át. Az átadást követően több ismert magyar énekes adta elő A 67-es út című dalt.
A 2013-as Sziget Fesztivál „-1.” napján, augusztus 5-én „Őrizz engem ezen a világon” címmel Cipő-emlékkoncertet rendeztek, számos ismert magyar együttes és zenész részvételével. 2013. augusztus 20-án Kisvárdán is koncerttel emlékeztek az első alkalommal megrendezett Cipő Dalfesztivál és Tábor keretében. A két koncerten Cipő családtagjainak ünnepélyesen átadták Bódi László posztumusz díszpolgári kitüntető oklevelét is.

## Magánélete

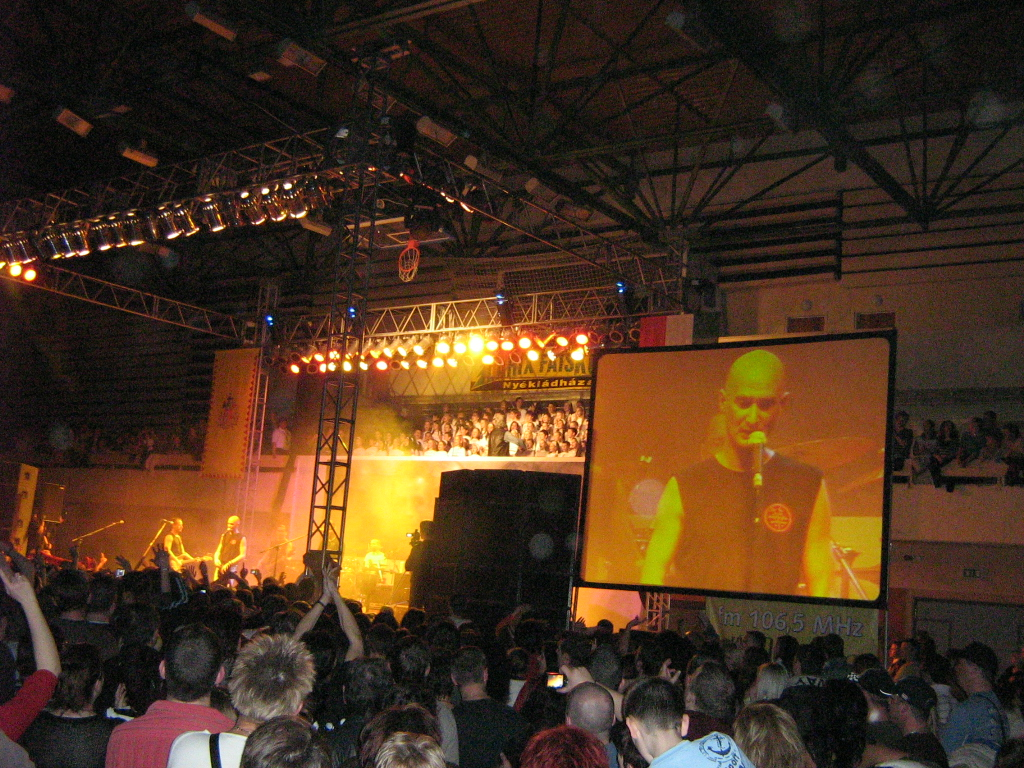
A Republic ünnepi koncertje Miskolcon 2008. március 15-én

Édesapja, a nyírtassi származású id. Bódi László (1933–2009) kőművesként dolgozott, Kisvárdán forgalomirányítóként tevékenykedett a Volánnál. Édesanyja Hadar Gizella. Van egy húga, Mária. Felesége Zsuzsa, két ikerlányuk van, Petra és Réka. Az énekes életének utolsó két évében külön élt családjától. Legközelebbi barátai között Bródy Jánost, Cseh Tamást és Koncz Zsuzsát említette. Nagy László (1925–1978) költő verseiért rajongott, valamint Bohumil Hrabal (1914–1997) cseh író művei voltak rá nagy hatással.
Egy interjúban így nyilatkozott zenei ízlésével kapcsolatban: „Koncz Zsuzsa a kedvenc énekesem, és még mindig Illést, Lennont és Beatlest hallgatok”. Elmondása szerint az építészet is érdekelte: „nagyon szeretem nézegetni a házakat, érdekel, hogy néznek ki, érdekel a belsőépítészet és érdekelnek a bútorok”.
Nagyon kevés olyan ember van az életemben, akiket mélyen tisztelek, és akiknek úgy tudok a szemükbe nézni, hogy nem kell hazudnom. Ha ők nem lennének, akkor azt hinném, hogy bennem van a hiba, mert nekem semmi sem jó, és semmit nem tudok elfogadni.

## Könyv
- A 67-es úton. Bizonyos daloknak szövegei; Gégény Csaba, Nyíregyháza, 1998

67+1 Dal, 2000
Zoltán János: REPUBLIC 20, 2010

## Elismerései
- A Magyar Köztársasági Érdemrend tisztikeresztje (a Republic többi tagjával)[27] (2010)
- Artisjus-díj – szövegírói életműdíj (posztumusz)[42][43][44][45][46] (2013)
- Fonogram életműdíj (posztumusz)[47][48][49] (2013)
- Kisvárda díszpolgára (posztumusz)[51] (2013)